# Ruillé-le-Gravelais
Ruillé-le-Gravelais là một xã thuộc tỉnh Mayenne trong vùng Pays de la Loire tây bắc nước Pháp. Xã này nằm ở khu vực có độ cao trung bình 105 mét trên mực nước biển.
Sông Oudon chảy qua giữa thị trấn.